# 동일초등학교 (부산)
동일초등학교는 대한민국 부산광역시] 동구 수정동 1073-1에 있었던 공립 초등학교이다.

## 연혁
- 1966년 4월 20일 : 고관국민학교로 개교
- 1968년 3월 1일 : 동일국민학교로 변경
- 1996년 3월 1일 : 동일초등학교로 변경
- 2008년 3월 1일 : 폐교 및 중앙초등학교와 동일중앙초등학교로 통합

## 폐교 이후
폐교 이후, 동일초등학교 자리는 현재 통합된 동일중앙초등학교에서 사용하고 있다.